# The Krion Conquest
The Krion Conquest, Magical Kids Doropie (яп. まじかるキッズどろぴー Majikaru Kizzu Doropī) в Японии, (также известна, как Magical Doropie (まじかるどろぴー) — приключенческая экшн-игра разработанная Vic Tokai и вышедшая на NES в 1990 году. Позже Genki Mobile портировала игру на японские мобильный телефоны.

## Игровой процесс
В игре игрок управляет персонажем, вооружённым волшебной палочкой, которая выпускает различные типы снарядов в зависимости от выбранного типа палочки. Выбор палочки обозначается сменой цвета одежды персонажа. Доступные способности включают: обычный выстрел (красный наряд), способность феникса (розовый наряд), замораживающий выстрел (синий наряд), выстрел отскакивающим шаром (зелёный наряд), щит (оранжевый) и способность летать на метле (фиолетовый). Игровой процесс напоминает серию Mega Man от Capcom, а сюжетные вставки схожи с таковыми в NES-версии Ninja Gaiden от Tecmo.
В отличие от первых трёх игр серии Mega Man, в The Krion Conquest игрок может стрелять прямо вверх, приседать для уклонения от врагов и снарядов, а также заряжать атаки. Эти механики позднее были включены в Mega Man 4 и большинство последующих игр серии Mega Man, использующих заряжаемый «Mega Buster».

## Сюжет

### История
Следующее резюме сюжета переведено с сайта мобильной версии:
Действие происходит в 1999 году. Игрок оказывается в ситуации уже проигранной войны. Империя Акудама атакует Землю армией роботов. Ни одно из существующих обычных вооружений не эффективно против данного противника. Однако роботы полностью уязвимы для магии. Наёмник Кагемару призывает единственную не запечатанную ведьму, Доропи, чтобы остановить наступление Империи Акудама. Имперская армия, возглавляемая давним врагом Доропи, Императрицей Элизией, не сдаётся. Элизия захватывает Кагемару и шантажирует Доропи, требуя снять печать и освободить её. Кажется, что наёмник погиб, и Доропи отправляется остановить теперь уже свободную Императрицу. После сражения умирающая Императрица Элизия признаётся в причинах вторжения и приносит извинения. Имперский военный корабль вскоре взрывается, но Доропи успевает сбежать. Затем с ней связывается Кагемару, который, как выясняется, выжил после ран, нанесённых Элизией. Вскоре после этого Доропи возвращается на Землю.

### Персонажи
- Доропи (яп. どろぴ～ Doropie) (известная за пределами Японии как Франческа): ведьма, вызванная из места, полного демонов, чтобы спасти мир. Имеет при себе 6 магических способностей и сражается против армейского корпуса роботов, Империи Акудама[1].
- Кагемару (яп. カゲマル Kagemaru): мальчик, который вызвал Доропи для борьбы против Империи Акудама. Он знает тайну Гокураку Кишин Тей. В отличие от Доропи, Кагемару не имел официального названия в североамериканской версии[1].
- Гокураку Кишин Тей (яп. 極楽機神帝 Gokuraku Kisin Tei): хозяин роботизированного армейского корпуса Империи Акудама, ответственный за объявление войны всему миру. Она тесно связана с Доропи. Как и Кагемару, ей не было дано официального названия в североамериканской версии[1].

## Разработка и выпуск
По словам разработчика, разработка Magical Kids Doropie заняла около 10 месяцев. Изначально игра планировалась как лицензированная адаптация аниме 1986 года «Удивительный волшебник из страны Оз». Однако авторские права на аниме в Японии принадлежали телеканалу TV Tokyo, из-за чего разработчики не смогли получить лицензию. В результате было принято решение создать собственный оригинальный дизайн, который впоследствии превратился в концепцию Доропи. Имя Доропи является транслитерацией (гайрайго) имени Дороти из аниме «Удивительный волшебник из страны Оз». Остальные элементы дизайна Доропи не содержали иных отсылок к Дороти или стране Оз.
Дизайн Доропи выделялся одной необычной особенностью: отсутствием ресниц. Несмотря на то, что изображение ресниц традиционно используется как основной способ выражения для женских персонажей в стиле аниме, дизайнер персонажей стремился создать привлекательный образ без типичных символических элементов. По словам главного дизайнера, костюм ведьмы с волшебной метлой был самым ранним вариантом дизайна героини, применяемым в аркадных и домашних видеоиграх того времени. Некоторые разработчики придерживались мнения, что «NES — это для мальчиков», и выступали против женского персонажа в качестве протагониста игры. Другие сотрудники проекта сообщили дизайнеру персонажа, что большинство видеоигр на момент выпуска имели мужских персонажей в роли протагонистов, поскольку игроки якобы не могли ассоциировать себя с женскими персонажами.
Из-за ограниченного объёма памяти картриджа, а также из-за аппаратных и технических проблем последний этап разработки был прерван. Это также препятствовало тому, чтобы один из дизайнеров сделал магические способности более полезными в атаке, защите и движениях. Например, способность «Замораживать» изначально планировалась, чтобы позволить игрокам создавать опоры и платформы из врагов, а способность «Защиты» изначально планировалась, чтобы позволить игрокам использовать её и позволить персонажу с её помощью двигаться вниз.

## Выпуск
Игра была выпущена в Японии для Famicom 14 декабря 1990 года.
Североамериканская версия игры, The Krion Conquest, лишилась некоторых функций японской версии Magical Kids Doropie. Из-за предполагаемой популярности сложных видеоигр в Северной Америке компания Vic Tokai убрала функцию продолжения игры («continue»). Наиболее очевидное различие между оригинальным японским изданием и североамериканской версией заключается в удалении всех видеовставок, за исключением слегка изменённой вступительной последовательности, а также в переработке нескольких внутриигровых графических элементов. Другим персонажам не были даны официальные английские имена. Изображение шестиконечной звезды в круге (напоминающей Звезду Давида), которое присутствовало в конце каждого уровня в японской версии, было удалено из североамериканской версии, поскольку Nintendo of America в то время запрещала религиозное содержимое в видеоиграх.
В дальнейшем планировалось продолжение, но Nintendo на тот момент только что выпустила SNES. Новый комплект разработчика был слишком дорогим для дизайнеров, чтобы использовать его для продолжения.
Четырнадцать лет спустя, 14 января 2004 года, компания Genki Mobile выпустила версию игры для мобильных телефонов, представленную эксклюзивно в Японии через сервис Vodafone. В мобильной версии была изменена сложность по сравнению с оригиналом, что позволило игрокам, находившим первоначальную игру чрезмерно сложной, без труда проходить мобильный вариант. К другим отличиям от версии для NES относились уменьшение ряда графических элементов для адаптации к небольшим экранам мобильных телефонов.

## Критика
Famitsu дал игре оценку 23 балла из 40.
1up.com отметил сходство с игрой Mega Man, но заявил, что это не так весело.